# چاتاکاری (فیلم ۲۰۱۲)
چاتاکاری (به مالایالم: Chattakkari) و دختر هندی انگلیسی (به انگلیسی: The Anglo Indian Girl) فیلمی هندی محصول سال ۲۰۱۲ و به کارگردانی توپی باسی است. در این فیلم بازیگرانی همچون شمنا قاسم، همانت منون، ایننوسنت، سوکوماری و شلی کیشور ایفای نقش کرده‌اند.